# Citroën Citela
Citroën Citela  est un concept-car du constructeur automobile français Citroën et du carrossier français Heuliez présenté en 1992.

## Présentation
La Citela (Citroën Electric Automobile) était un prototype de micro-citadine électrique présentée à l'Exposition universelle de Séville de 1992. Mesurant 2,96 m de long, 1,55 m de large et 1,44 m de haut pour 790 kg et pouvant accueillir 4 personnes, la Citela revendique une vitesse maximale de 110 km/h. Ses batteries nickel-cadmium lui offrent selon la marque une autonomie de 110 km,.
La carrosserie de la Citela est recyclable, et plusieurs de ses panneaux de carrosseries sont interchangeables, ce qui lui permet par exemple de se transformer en petit pick-up. Elle est équipée de pneus spéciaux à faible résistance Michelin 14 pouces.